# ویتاکریسور
ویتاکریسور (نام علمی: Vitakrisaurus) نام یک سرده از تیره شمال‌آرژانتین‌خزندگان است.